# Lauria (Gattung)
Lauria ist eine auf dem Land lebende Schnecken-Gattung aus der Familie Lauriidae, die zu den Landlungenschnecken (Stylommatophora) gestellt wird.

## Merkmale
Die Gehäuse sind eiförmig, länglich-eiförmig bis annähernd zylindrisch mit fünf bis sieben Windungen, die an der Peripherie mäßig stark gewölbt sind. Sie sind 2,3 bis 4,5 mm hoch und 1,5 bis 2 mm breit. Die letzte Windung verläuft gerade oder steigt nur leicht an. Der Apex ist stumpf gerundet. Die Schale ist dünn, und die Gehäusefarbe reicht von gelblich bis kastanienbraun. Das Embryonalgehäuse ist glatt, die postembryonalen Windungen tragen feine, irreguläre radiale Fältchen. Die Mündung ist gerundet mit breiten, umgebogenen Rändern. Die Mündungsbewehrung besteht aus zwei „Zähnen“, einer Parietallamelle und einer Columellarlamelle sowie einem angularen Tuberkel, der allerdings auch fehlen kann. Bei juvenilen Tieren sind eine Columellarlamelle und einige Palatalfalten vorhanden, die durch das Gehäuse hindurch als spiralige Linien erscheinen. Sie werden im Adultstadium wieder resorbiert. Der Nabel ist eng und offen.
Im Genitalapparat teilt sich der männliche und weibliche Trakt sehr früh, ein Eisamenleiter ist quasi nicht vorhanden. Der dünne Samenleiter (Vas deferens) ist dadurch sehr lang; er mündet apikal in den vergleichsweise sehr kurzen Epiphallus. Dieser schwillt nach der Einmündung des Samenleiters sehr rasch an; der Durchmesser nimmt zum Übergang Epiphallus/Penis auf die Hälfte ab. Am Übergang Epiphallus/Penis sitzt ein vergleichsweise langer, konischer Blindsack („Caecum“ oder Penisblindsack). Der Penis ist vergleichsweise sehr lang und erreicht etwa die dreifache Länge des Epiphallus. Etwa am Beginn des unteren Drittels des Penis setzt der sehr lange Penisappendix an. Der untere Teil des Penisappendix ist dick (etwa Penisdicke), danach nimmt die Dicke zunächst auf die Hälfte ab. Der folgende Teil ist sehr lang und dünn, der Endteil ist wiederum sehr stark, keulenförmig angeschwollen. Der Retraktormuskel teilt sich in zwei Stränge, von denen einer am Ende des stark verdickten unteren Teil des Penisappendix ansetzt, der andere Strang setzt am Übergang Epiphallus/Penis zwischen dem Epiphallus und der Penisblindsack an.
Der obere Eileiter ist zum „Uterus“ umgebildet, in dem die Eier zurückgehalten werden, bis die Jungen fertig entwickelt sind. Durch die frühe Trennung von Samen- und Eileiter ist der freie Eileiter insgesamt sehr lang. Der Spermathek zweigt erst kurz vor dem Atrium vom Eileiter ab. Dadurch fehlt quasi die Vagina. Der Stiel der Spermathek ist sehr lang. Die Samenblase ist vergleichsweise klein und kommt im Bereich der Prostata und der Eiweissdrüse zu liegen.

## Geographische Verbreitung
Die Arten der Gattung Lauria kommen auf den atlantischen Inseln Madeira, den Azoren und den Kanaren, in Süd- und Westeuropa, auf der Krim-Halbinsel, im Kaukasus, Kopet-Dag, in Kleinasien, im Nahen Osten und auf der Arabischen Halbinsel vor. Eine Art ist heute anthropogen fast weltweit verschleppt worden.

## Taxonomie
Die Gattung Lauria wurde 1840 von John Edward Gray vorgeschlagen. Typusart ist Pupa umbilicata Draparnaud, 1801, ein jüngeres Synonym von Lauria cylindracea (Mendes da Costa, 1778). Die Fauna Europaea unterteilt die Gattung in zwei Untergattungen Lauria (Lauria) und Lauria (Senilauria) Pilsbry, 1928. Schileyko (1998) betrachtet Senilauria dagegen als eigenständige Gattung, während Welter Schultes keine Untergattungen benutzt und Senilauria als jüngeres Synonym von Lauria auffasst.
- Untergattung Lauria (Lauria) Gray, 1840
  - Lauria cylindracea (Da Costa, 1778)
  - Lauria fanalensis (Lowe, 1852)
  - Lauria gomerensis Holyoak & Holyoak, 2009[4]
  - Lauria reischuetzi Falkner, 1985
  - Lauria sempronii (Charpentier, 1837)
  - Lauria umbilicus (Roth, 1839)
- Untergattung Lauria (Senilauria) Pilsbry, 1928
  - Lauria fasciolata (Morelet, 1860)

## Belege